# Ana Drev
Ana Drev, född 6 augusti 1985 i Slovenj Gradec, är en slovensk alpin skidåkare som tävlar regelbundet i världscupen.

## Resultat

### Olympiska spelen
- Turin 2006: 9:a storslalom, 45:a super-G

### Världsmästerskapen
- Santa Caterina 2005: 24:a storslalom
- Val d'Isère 2009: 14:e storslalom

### Juniorvärldsmästerskapen
- Sella Nevea 2002: 21:a storslalom, 29:a super-G
- Briançonnais 2003: 13:e storslalom
- Maribor 2004: 12:a slalom
- Bardonecchia 2005: 13:e slalom, 21:a störtlopp, 25:e storslalom, 35:e super-G

### Världscupen
- 4 tävlingar i topp 10

### Europacupen
- 8 pallplatser, inklusive fem segrar